# ハ・チュナ
ハ・チュナ（하춘화、河春花、1955年6月28日 - ）は、大韓民国全羅南道霊岩郡出身の歌手。ハ・チュンファとも表記される。

## 来歴
1961年に東亜放送芸術学院歌謡課を修了した後、6歳のときにレコードデビュー。韓国で最年少デビューを果たした。
1971年に正規1集アルバム「水鳥一羽（물새한마리）」を発表。
翌年にはコ・ボンサンとのデュエット曲「よくやった よくやった（잘했군 잘했어）」を発表し、その年のTBC放送歌謡大賞女性歌手賞を受賞。その後、「霊岩アリラン （영암 아리랑）」、「生まれて初めて （난생처음）」、「大関嶺アリラン （대관령 아리랑）」などをヒットさせ、TBC放送歌謡大賞女性歌手賞を4回受賞。特に1974年は、MBC10大歌手歌謡祭でも最高人気歌手賞を受賞する。
1974年には自身のヒット曲である「淑女初年生（숙녀 초년생）」の同名映画に主演。南珍との共演。
1977年に裡里駅爆発事故に巻き込まれ歌手活動を一時中断する。
1981年に本格的に歌手活動を再開し、翌年にはKBS歌謡トップ10で2週連続1位を獲得する。

## 受賞

### 受賞歴
- MBC10大歌手歌謡祭10大歌手賞（1971年）
- TBC放送歌謡大賞女性歌手賞（1972年）
- MBC10大歌手歌謡祭10大歌手賞（1972年）
- TBC放送歌謡大賞女性歌手賞（1973年）
- MBC10大歌手歌謡祭10大歌手賞（1973年）
- TBC放送歌謡大賞女性歌手賞（1974年）
- MBC10大歌手歌謡祭10大歌手賞（1974年）
- MBC10大歌手歌謡祭最高人気歌手賞
- MBC10大歌手歌謡祭10大歌手賞（1975年）
- TBC放送歌謡大賞女性歌手賞（1976年）
- MBC10大歌手歌謡祭10大歌手賞（1976年）
- MBC10大歌手歌謡祭10大歌手賞（1977年）
- 韓国大衆文化芸術賞（2011年）
- MBC放送芸能大賞功労賞（2021年）[2]

### 歌謡番組1位獲得楽曲
| 年     | 番組                                                                                                  |
| ------ | --- |
| 1982年 | - 愛していました（사랑했는데） - 3月24日 KBS歌謡トップ10 1位 - 3月31日 KBS歌謡トップ10 1位（2週連続） |